# Ligue 1 2009/2010
Ligue 1 2009/10 probíhala od 8. srpna 2009 do 15. května 2010. Zúčastnilo se jí 20 týmů a francouzský titul získalo mužstvo Olympique Marseille.

## Konečná tabulka
| Poř. | Tým                    | Z  | V  | R  | P  | VG | OG | B  |
| ---- | ---------------------- | -- | -- | -- | -- | -- | -- | -- |
| 1.   | Olympique Marseille    | 38 | 23 | 9  | 6  | 69 | 36 | 78 |
| 2.   | Olympique Lyon         | 38 | 20 | 12 | 6  | 64 | 38 | 72 |
| 3.   | AJ Auxerre             | 38 | 20 | 11 | 7  | 42 | 29 | 71 |
| 4.   | Lille OSC              | 38 | 21 | 7  | 10 | 72 | 40 | 70 |
| 5.   | Montpellier HSC        | 38 | 20 | 9  | 9  | 50 | 40 | 69 |
| 6.   | Girondins Bordeaux     | 38 | 19 | 7  | 12 | 58 | 40 | 64 |
| 7.   | FC Lorient             | 38 | 16 | 10 | 12 | 54 | 42 | 58 |
| 8.   | AS Monaco FC           | 38 | 15 | 10 | 13 | 39 | 45 | 55 |
| 9.   | Stade Rennais          | 38 | 14 | 11 | 13 | 52 | 41 | 53 |
| 10.  | Valenciennes FC        | 38 | 14 | 10 | 14 | 50 | 50 | 52 |
| 11.  | RC Lens                | 38 | 12 | 12 | 14 | 40 | 44 | 48 |
| 12.  | AS Nancy-Lorraine      | 38 | 13 | 9  | 16 | 46 | 53 | 48 |
| 13.  | Paris Saint-Germain    | 38 | 12 | 11 | 15 | 50 | 46 | 47 |
| 14.  | Toulouse FC            | 38 | 12 | 11 | 15 | 36 | 36 | 47 |
| 15.  | OGC Nice               | 38 | 11 | 11 | 16 | 41 | 57 | 44 |
| 16.  | FC Sochaux-Montbéliard | 38 | 11 | 8  | 19 | 28 | 52 | 41 |
| 17.  | AS Saint-Étienne       | 38 | 10 | 10 | 18 | 27 | 45 | 40 |
| 18.  | Le Mans UC 72          | 38 | 8  | 8  | 22 | 36 | 59 | 32 |
| 19.  | US Boulogne            | 38 | 7  | 10 | 21 | 31 | 62 | 31 |
| 20.  | Grenoble Foot 38       | 38 | 5  | 8  | 25 | 31 | 61 | 23 |

Poznámky:
- Z = Odehrané zápasy; V = Vítězství; R = Remízy; P = Prohry; VG = Vstřelené góly; OG = Obdržené góly; B = Body
- Klub Paris Saint-Germain si postup do 4. předkola EL vybojoval vítězstvím ve francouzském poháru Coupe de France.

|  | Liga mistrů 2010/2011                      |
|  | Liga mistrů 2010/2011 – 4. předkolo        |
|  | Evropská liga UEFA 2010/2011 – 4. předkolo |
|  | Evropská liga UEFA 2010/2011 – 3. předkolo |
|  | Sestup do Ligue 2                          |

## Seznam Čechů kteří hráli v této sezóně v Ligue 1
| Hráč            | Post     | Tým                    | Zápasy | Góly |
| --------------- | -------- | ---------------------- | ------ | ---- |
| Václav Svěrkoš  | útočník  | FC Sochaux-Montbéliard | 25     | 2    |
| Jaroslav Plašil | záložník | Girondins Bordeaux     | 34     | 2    |

## Nejlepší střelci
| Pořadí | Stát              | Hráč              | Tým                 | VG |
| ------ | ----------------- | ----------------- | ------------------- | -- |
| 1.     | Senegal           | Mamadou Niang     | Olympique Marseille | 18 |
| 2.     | Francie           | Kévin Gameiro     | FC Lorient          | 17 |
| 3.     | Turecko           | Mevlüt Erdinç     | Paris Saint-Germain | 15 |
|        | Argentina         | Lisandro López    | Olympique Lyon      | 15 |
| 5.     | Polsko            | Ireneusz Jeleń    | AJ Auxerre          | 14 |
|        | Francie           | Loïc Rémy         | OGC Nice            | 14 |
|        | Brazílie          | Nenê              | AS Monaco FC        | 14 |
| 8.     | Pobřeží slonoviny | Gervinho          | Lille OSC           | 13 |
|        | Francie           | Pierre-Alain Frau | Lille OSC           | 13 |
|        | Ghana             | Asamoah Gyan      | Stade Rennais FC    | 13 |
|        | Francie           | Yohan Cabaye      | Lille OSC           | 13 |